# سیارک ۳۰۳۰۶
سیارک ۳۰۳۰۶ (به انگلیسی: 30306 Frigyesriesz، نامگذاری:2000JD) سی هزار و سیصد و ششمین سیارک کشف شده‌است که در ۲ مه ۲۰۰۰ کشف شد.